# Rochegude (Gard)
Rochegude – miejscowość i gmina we Francji, w regionie Oksytania, w departamencie Gard.
Według danych na rok 1990 gminę zamieszkiwało 176 osób, a gęstość zaludnienia wynosiła 15 osób/km² (wśród 1545 gmin Langwedocji-Roussillon Rochegude plasuje się na 732. miejscu pod względem liczby ludności, natomiast pod względem powierzchni na miejscu 663.).